# Journal of Japanese Studies
Il Journal of Japanese Studies (JJS) è una rivista accademica statunitense a revisione paritaria e doppio cieco, dedicata alla pubblicazione di ricerche sul Giappone.
Fondata nel 1974, la rivista si occupa della diffusione di studi originali supportati da dati, coprendo un ampio spettro di discipline nelle scienze umane e sociali. JJS include anche recensioni di libri e saggi che offrono valutazioni su temi critici e sulla recente ricerca accademica.
JJS pubblica due numeri all'anno (sia in formato cartaceo che online) durante i mesi estivi e invernali.
La University of California Press pubblica JJS per conto della Society for Japanese Studies.